# Pero a tu lado
Pero a tu lado és una cançó del grup de Los secretos. Va ser escrita per Enrique Urguijol’any 1995i va ser la primera cançó de l’àlbum Dos caras distintas.
Quan Enrique Urquijo va escriure aquesta cançó estava en un moment de desintoxicació de drogues, de depressió, …
Enrique Urquijo va dedicar la cançó pero a tu lado a la seva filla (Maria Urquijo).

## Autor
Enrique Urquijo Prieto, també conegut com la veu de Los secretos va néixer el 19 de febrer del 1960 a Madrid i va morir el 17 de novembre del 1999 a Madrid, concretament al barri de Malasaña a causa d’una sobredosi d’heroina (just dos dies després de sortir d’un centre de desintoxicació). Urquijo va demanar sortir del centre un 15 de setembre. Com que havia pagat més diners dels que va necessitar en l'internament, des de l'entitat van retornar-li un part de l'import. Aleshores, amb els euros que va recuperar va anar a veure el seu camell a qui va comprar la dosi que li va produir la mort.
Los hermanos Urquijo van anar a la universidad de FEM (Centre bilingüe privat) . Quan el seu pare li va regalar una bateria de segona mà a Canito van començar a assajar com entreteniment. A finals dels anys 70 van crear un grup que es deia Tos, i estava format per Álvaro Urquijo, Enrique Urquijo, Javier Urquijo i Josè Cano (Canito)
La nit de Cap d’Any del 1980 Canito va ser atropellat, ingressat a un hospital i finalment va morir a causa de les ferides.
Al cap d’un temps Pedro Antonio Díaz (el batería de los secretos) va coincidir amb el canvi de nom del grup, van passar de Tos a Los secretos.

## A qui va dedicada la cançó
La cançó està dedicada a la Maria Urquijo (la seva filla), per què s’havia convertit en un símbol de pau i esperança per ell.
Pero a tu lado no és l’única cançó que està dedicada a la María Urquijo, agárrate fuerte a mi Maria li dedica Enrique Urquijo quan ella només tenia divuit mesos.

## Rebuda del públic
El públic va rebre especialment bé aquesta cançó, ja que molts dels fans de Los Secretos consideren que pero a tu lado és una de les cançons més importants del grup, ja sigui per la lletra, pel motiu o per les circumstàncies.

## Col·laboracions
Però a tu lado han fet moltes col·laboracions, des del cor ____ fins a Manolo García, Shuarma (Elefants), Willy (Taburete), Pitingo, Diego el Cigala, Paul Alone i Edurne, Amaral i Niña Pastori
Fins i tot una de les estrofes de pero a tu lado forma part del segon himne del Levante des de la temporada 2010-2011. Utilitzen aquesta cançó per com a crida a la unió d’equip

## Versions
Hi ha varies versions de pero a tu lado. Les dues versions de la cançó cantada per ells són la simfònica i l'acústica, són les dues versions que podem escoltar a un concert.
En el moment covid van fer dues versions força conegudes, però a tu lado en casa, pero a tu lado 2020

## Covid-19
Quan va arribar la pandèmia de la Covid-19, Los Secretos van pensar que la cançó de pero a tu lado feia referència a molts aspectes com la tristesa, el dolor, la superació … i per això van decidir donar els drets de pero a tu lado a la Comunitat de Madrid perquè era la ciutat amb més covid-19 d’Espanya.

## Movida Madrileña
Després de la mort de Canito, Los Secretos van decidir fer-li un homenatge el dia 9 de febrer de 1980 al seu germà.
A l’homenatge de Canito Los secretos juntament amb Alaska y los Pegamoides, zombies, radio futura, nacha pop, … Van iniciar la Movida Madrileña.

## Curiositats
Los Secretos van continuar per diversos motius, però sobretot van continuar per poder donar-li diners a la Maria Urquijo que era una nena de 4 anys sense recursos.
Alvaro Urquijo (el seu germà) va acabar desmentint que morís per una sobredosi, sinó que per error va fer una barreja de medicaments que li va produir la mort.